# Hemipterodes camma
Hemipterodes camma är en fjärilsart som beskrevs av Druce 1892. Hemipterodes camma ingår i släktet Hemipterodes och familjen mätare. Inga underarter finns listade i Catalogue of Life.